# Енцо Артоні
Енцо Артоні (італ. Enzo Artoni; нар. 27 січня 1976) — колишній італійський тенісист.
Найвищу одиночну позицію світового рейтингу — 372 місце досяг 19 квітня 1999, парну — 69 місце — 31 жовтня 2005 року.
Здобув 2 парні титули.
Найвищим досягненням на турнірах Великого шолома було 2 коло в парному розряді.

## Фінали турнірів ATP за кар'єру

### Парний розряд: 3 (2–1)
| Легенда (парний розряд)         |
| ------------------------------- |
| Великий Шлем (0–0)              |
| Фінали Світового туру ATP (0–0) |
| Серія Мастерс ATP (0–0)         |
| Серія турнірів ATP (0–0)        |
| Серія ATP Інтернешнл (2–1)      |

| Фінали за покриттям |
| ------------------- |
| Тверде (1–0)        |
| Ґрунт (1–1)         |
| Трава (0–0)         |
| Килим (0–0)         |

| Фінали за типом корту |
| --------------------- |
| Відкритий (2–1)       |
| Закритий (0–0)        |

| Результат | В-П | Дата     | Турнір              | Рівень           | Покриття | Партнер                 | Суперники                       | Рахунок            |
| --------- | --- | -------- | ------------------- | ---------------- | -------- | ----------------------- | ------------------------------- | ------------------ |
| Перемога  | 1–0 | Вер 2001 | Салвадор, Бразилія  | Серія Інтернешнл | Тверде   | Даніел Мело             | Гастон Етліс Брент Гейгарт      | 3–6, 6–1, 7–6(7–5) |
| Поразка   | 1–1 | Вер 2001 | Палермо, Італія     | Серія Інтернешнл | Ґрунт    | Еміліо Бенфеле Альварес | Томас Карбонелл Даніель Оршанік | 2–6, 6–2, 2–6      |
| Перемога  | 2–1 | Тра 2004 | Касабланка, Марокко | Серія Інтернешнл | Ґрунт    | Фернандо Вісенте        | Їв Аллегро Міхаель Кольманн     | 3–6, 6–0, 6–4      |

## Фінали ATP Челленджер і ITF Ф'ючерс

### Одиночний розряд: 2 (0–2)
| Легенда              |
| -------------------- |
| ATP Челленджер (0–0) |
| ITF Ф'ючерс (0–2)    |

| Фінали за покриттям |
| ------------------- |
| Тверде (0–0)        |
| Ґрунт (0–2)         |
| Трава (0–0)         |
| Килим (0–0)         |

| Результат | В-П | Дата     | Турнір                 | Рівень  | Покриття | Суперник          | Рахунок  |
| --------- | --- | -------- | ---------------------- | ------- | -------- | ----------------- | -------- |
| Поразка   | 0–1 | Лис 1998 | Парагвай F1, Асунсьйон | Ф'ючерс | Ґрунт    | Хуан Ігнасіо Чела | 4–6, 2–6 |
| Поразка   | 0–2 | Гру 1998 | Чилі F3, Сантьяго      | Ф'ючерс | Ґрунт    | Фернандо Гонсалес | 1–6, 2–6 |

### Парний розряд: 36 (25–11)
| Легенда               |
| --------------------- |
| ATP Челленджер (14–7) |
| ITF Ф'ючерс (11–4)    |

| Фінали за покриттям |
| ------------------- |
| Тверде (0–1)        |
| Ґрунт (25–10)       |
| Трава (0–0)         |
| Килим (0–0)         |

| Результат | В-П   | Дата     | Турнір                           | Рівень     | Покриття | Партнер                    | Суперники                                   | Рахунок              |
| --------- | ----- | -------- | -------------------------------- | ---------- | -------- | -------------------------- | ------------------------------------------- | -------------------- |
| Перемога  | 1–0   | Лип 1998 | Німеччина F12, Кассель           | Ф'ючерс    | Ґрунт    | Федеріко Бровне            | Алехандро Арамбуру Акунья Гастон Гаудіо     | 6–3, 6–3             |
| Перемога  | 2–0   | Сер 1998 | Італія F14, Павія                | Ф'ючерс    | Ґрунт    | Сільвіо Скайола            | Стефано Таралло Массімо Боскатто            | 6–2, 6–2             |
| Перемога  | 3–0   | Лис 1998 | Аргентина F5, Буенос-Айрес       | Ф'ючерс    | Ґрунт    | Мігель Пастура             | Г'юго Армандо Пабло Б'янкі                  | 6–4, 6–0             |
| Поразка   | 3–1   | Лис 1998 | Чилі F2, Вінья-дель-Мар          | Ф'ючерс    | Тверде   | Дієго Мояно                | Серхіо Кортес Франсіско Руїс                | 4–6, 6–2, 6–7        |
| Перемога  | 4–1   | Гру 1998 | Сантьяго, Чилі                   | Челленджер | Ґрунт    | Федеріко Бровне            | Ермес Гамональ Рікарду Шлахтер              | 6–2, 6–4             |
| Перемога  | 5–1   | Тра 1999 | Італія F8, Форлі                 | Ф'ючерс    | Ґрунт    | Себастьян Вайсс            | Даріо Берреттіні Стефано Таралло            | 6–0, 5–7, 6–2        |
| Перемога  | 6–1   | Вер 1999 | Перу F3, Ліма                    | Ф'ючерс    | Ґрунт    | Серхіо Ройтман             | Іван Міранда Амеріко Венеро                 | 6–4, 6–2             |
| Перемога  | 7–1   | Жов 1999 | Парагвай F3, Асунсьйон           | Ф'ючерс    | Ґрунт    | Серхіо Ройтман             | Даніель Карассіоло Леонардо Ольгін          | 6–4, 6–4             |
| Поразка   | 7–2   | Лис 1999 | Аргентина F4, Росаріо            | Ф'ючерс    | Ґрунт    | Андрес Шнейтер             | Гільєрмо Кор'я Давід Налбандян              | 1–6, 7–6, 4–6        |
| Поразка   | 7–3   | Лис 1999 | Аргентина F5, Ланус              | Ф'ючерс    | Ґрунт    | Андрес Шнейтер             | Маркуш Даніел Рікарду Шлахтер               | 6–7, 7–6, 3–6        |
| Перемога  | 8–3   | Лис 1999 | Чилі F4, Сантьяго                | Ф'ючерс    | Ґрунт    | Андрес Шнейтер             | Ермес Гамональ Леандру Роза                 | 7–6, 6–4             |
| Перемога  | 9–3   | Бер 2000 | Аргентина F1, Мендоса            | Ф'ючерс    | Ґрунт    | Андрес Шнейтер             | Хосе Акасусо Леонардо Ольгін                | 6–1, 6–3             |
| Поразка   | 9–4   | Кві 2000 | Чилі F4, Сантьяго                | Ф'ючерс    | Ґрунт    | Франсіско Кабельйо         | Адріану Феррейра Флавіо Саретта             | 5–7, 6–7(5–7)        |
| Перемога  | 10–4  | Чер 2000 | Німеччина F5, Обервайс           | Ф'ючерс    | Ґрунт    | Франсіско Кабельйо         | Олів'є Рохус Реджинальд Віллемс             | 6–3, 6–3             |
| Перемога  | 11–4  | Вер 2000 | Скоп'є, Республіка Македонія     | Челленджер | Ґрунт    | Серхіо Ройтман             | Деян Петрович Себастьян Прієто              | 7–5, 5–7, 6–3        |
| Перемога  | 12–4  | Кві 2001 | Бразилія F1, Ріо-де-Жанейро      | Ф'ючерс    | Ґрунт    | Хуан Пабло Гусман          | Ґуставо Маркассіо Патрісіо Руді             | 4–6, 6–2, 6–1        |
| Перемога  | 13–4  | Тра 2001 | Загреб, Хорватія                 | Челленджер | Ґрунт    | Андрес Шнейтер             | Александар Кітінов Алешандре Сімоні         | 6–7(5–7), 6–4, 6–4   |
| Перемога  | 14–4  | Чер 2001 | Б'єлла, Італія                   | Челленджер | Ґрунт    | Андрес Шнейтер             | Массімо Бертоліні Крістіан Бранді           | 7–6(7–5), 4–6, 6–1   |
| Перемога  | 15–4  | Жов 2001 | Ліма, Перу                       | Челленджер | Ґрунт    | Даніел Мело                | Хосе Акасусо Мартін Вассальйо Аргуельйо     | 6–2, 1–6, 7–6(9–7)   |
| Поразка   | 15–5  | Чер 2003 | Сассуоло, Італія                 | Челленджер | Ґрунт    | Мартін Вассальйо Аргуельйо | Стефано Гальвані Пол Бакканелло             | 5–7, 6–2, 5–7        |
| Перемога  | 16–5  | Лип 2003 | Мантуя, Італія                   | Челленджер | Ґрунт    | Мартін Вассальйо Аргуельйо | Елія Гроссі Стефано Таралло                 | 6–2, 6–3             |
| Перемога  | 17–5  | Сер 2003 | Аргентина F2, Буенос-Айрес       | Ф'ючерс    | Ґрунт    | Ґуставо Маркассіо          | Хуан-Мартін Арангурен Матіас де Хенаро      | 4–6, 6–2, 6–3        |
| Поразка   | 17–6  | Жов 2003 | Севілья, Іспанія                 | Челленджер | Ґрунт    | Серхіо Ройтман             | Оскар Ернандес Альберт Портас               | 4–6, 6–4, 4–6        |
| Поразка   | 17–7  | Жов 2003 | Барселона, Іспанія               | Челленджер | Ґрунт    | Серхіо Ройтман             | Хуан Ігнасіо Карраско Маріано Дельфіно      | 5–7, 3–6             |
| Перемога  | 18–7  | Чер 2004 | Сассуоло, Італія                 | Челленджер | Ґрунт    | Ігнасіо Гонсалес Кінґ      | Пауль Капдевіль Джанлука Бацціка            | 3–6, 6–4, 6–1        |
| Поразка   | 18–8  | Чер 2004 | Лугано, Швейцарія                | Челленджер | Ґрунт    | Ігнасіо Гонсалес Кінґ      | Еміліо Бенфеле Альварес Джорджо Галімберті  | 4–6, 3–6             |
| Поразка   | 18–9  | Лип 2004 | Схевенінген, Нідерланди          | Челленджер | Ґрунт    | Хуан Пабло Бжезіцькі       | Паул Лоґтенс Рамон Слюйтер                  | 2–6, 5–7             |
| Перемога  | 19–9  | Лис 2004 | Сантьяго, Чилі                   | Челленджер | Ґрунт    | Ігнасіо Гонсалес Кінґ      | Бріан Дабуль Даміан Патріарка               | 6–3, 6–0             |
| Перемога  | 20–9  | Лис 2004 | Буенос-Айрес, Аргентина          | Челленджер | Ґрунт    | Ігнасіо Гонсалес Кінґ      | Габр'єл Морару Віктор Йоніце                | 7–5, 6–3             |
| Перемога  | 21–9  | Лис 2004 | Санта-Крус-де-ла-Сьєрра, Болівія | Челленджер | Ґрунт    | Ігнасіо Гонсалес Кінґ      | Габр'єл Морару Віктор Йоніце                | 6–3, 6–1             |
| Перемога  | 22–9  | Гру 2004 | Аракажу, Бразилія                | Челленджер | Ґрунт    | Ігнасіо Гонсалес Кінґ      | Сантьяго Вентура Бертомеу Хуан Пабло Гусман | 6–4, 6–2             |
| Перемога  | 23–9  | Січ 2005 | Ла-Серена, Чилі                  | Челленджер | Ґрунт    | Рамон Дельгадо             | Маркуш Даніел Томас Беренд                  | 7–6(7–2), 6–4        |
| Поразка   | 23–10 | Січ 2005 | Сантьяго, Чилі                   | Челленджер | Ґрунт    | Ігнасіо Гонсалес Кінґ      | Джованні Лапентті Даміан Патріарка          | 2–6, 6–4, 4–6        |
| Поразка   | 23–11 | Тра 2005 | Загреб, Хорватія                 | Челленджер | Ґрунт    | Мартін Вассальйо Аргуельйо | Том Ванхудт Габріель Тріфу                  | 2–6, 6–4, 5–7        |
| Перемога  | 24–11 | Чер 2005 | Лугано, Швейцарія                | Челленджер | Ґрунт    | Хуан Пабло Бжезіцькі       | Маріуш Фирстенберг Роберт Ліндстедт         | 4–6, 6–2, 6–2        |
| Перемога  | 25–11 | Чер 2005 | Брауншвейг, Німеччина            | Челленджер | Ґрунт    | Алекс Лопес Морон          | Том Ванхудт Массімо Бертоліні               | 5–7, 6–4, 7–6(14–12) |